# Pompeius Trogus
Gnaeus Pompeius Trogus war ein römischer Geschichtsschreiber der augusteischen Zeit. Er lebte um die Zeitenwende und war somit ein Zeitgenosse des Historikers Titus Livius.

## Herkunft

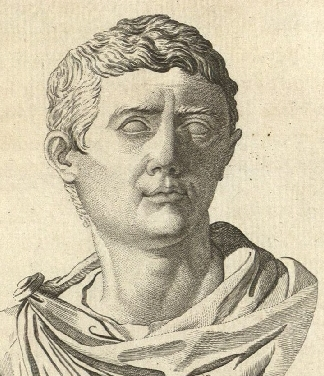
Pompeius Trogus

Trogus stammte aus dem Gebiet der Vocontier in der Provinz Gallia Narbonensis. Sein Großvater diente unter Pompeius im Krieg gegen Sertorius und erhielt durch dessen Einfluss das römische Bürgerrecht. Daher rührt der Name Gnaeus Pompeius. Sein Onkel väterlicherseits war unter Pompeius Reiterkommandant im Krieg gegen Mithridates. Sein Vater wiederum diente unter Caesar als Sekretär und Übersetzer.

## Werk

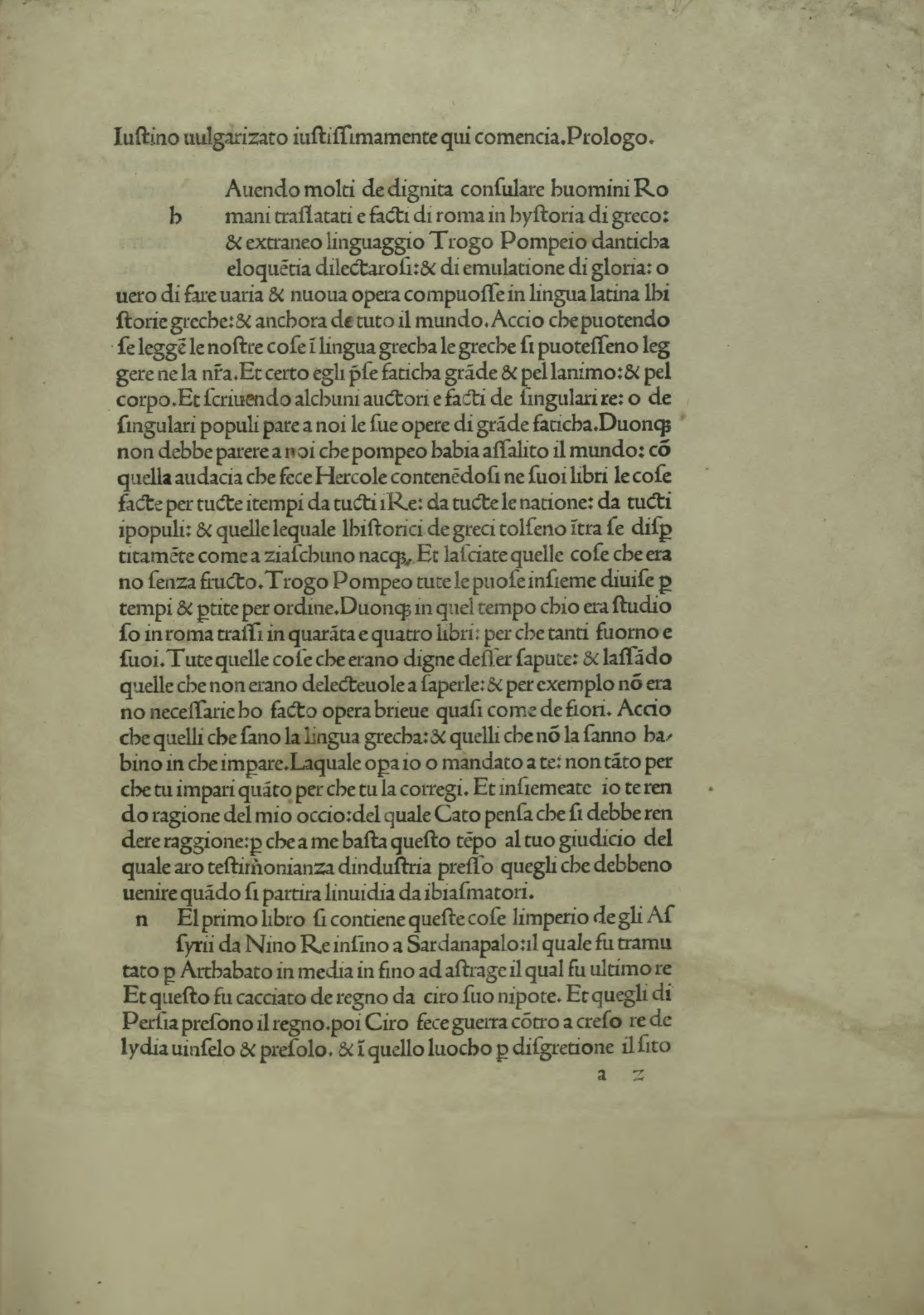
Epitome historiarum Trogi Pompeii

Trogus selbst scheint ein Mann mit enzyklopädischem Wissen gewesen zu sein. Er schrieb auf Basis von Aristoteles und Theophrastos von Eresos Bücher über die Naturgeschichte von Pflanzen und Tieren und wurde oft von Plinius dem Älteren zitiert. Sein Hauptwerk waren jedoch die Historiae Philippicae (deutsch Philippische Geschichte) in 44 Büchern. Dabei handelt es sich um eine lateinischsprachige Weltgeschichte mit besonderer Beachtung des hellenistischen Ostens. Dieses Werk ist im Wesentlichen durch die kaiserzeitliche Epitome des Marcus Iunianus Iustinus überliefert.
Die Historiae Philippicae betrachten die Geschichte der Regionen, die unter der Herrschaft von Alexander dem Großen und dessen Nachfolgern standen. Der Grund für die Titelgebung ist nicht abschließend geklärt, da – anders als der Titel vermuten lässt – nicht der makedonische König und Vater Alexanders Philipp II. im Mittelpunkt der Handlung steht. Leitfaden der Darstellung in den Historiae Philippicae ist die Abfolge der verschiedenen Großreiche. Ethnographische und geographische Exkurse stellen eine Besonderheit des Werkes dar. Es beginnt mit Ninos, dem legendären Gründer von Ninive, und den Reichen der Assyrer, Meder und Perser. Es folgen der Aufstieg Makedoniens, die Errichtung des Alexanderreichs, dessen Niedergang und der anschließende Aufstieg Roms, der aber eher am Rande behandelt wird. Der im Werk beschriebene Zeitraum endet etwa zur selben Zeit wie Livius’ Ab urbe condita: Das chronologisch letzte Ereignis ist die Rückgewinnung der römischen Standarten im Jahr 20 v. Chr., welche die Parther in der Schlacht bei Carrhae erobert hatten. Die römische Geschichte bis zu der Zeit, in der die Griechen und der Osten mit Rom in Kontakt kamen, bleibt unberücksichtigt, vielleicht weil Livius diesen Bereich bereits ausreichend behandelt hatte.
Die wohl unverändert überlieferten Ausschnitte aus Trogus’ Werk weisen Ähnlichkeiten zu Livius’ Sprachstil auf, wenngleich die Formulierungen von Trogus straffer sind. Gemäß der Überlieferung des Iustinus pflegte Trogus einen anderen stilistischen Ansatz als Sallust und Livius. Denn Trogus lehnte die übliche Praxis ab, fiktive Reden in Geschichtswerke einzubringen und somit die eigenen Worte als die Worte der porträtierten Persönlichkeiten auszugeben.
In das Werk floss Material aus den Schriften zahlreicher griechischer Historiker ein, unter anderem von Herodot, Ktesias von Knidos, Theopompos von Chios, Ephoros von Kyme, Timaios von Tauromenion, Kleitarchos, Hieronymos von Kardia und Polybios. Hauptsächlich aus dem Grund, dass solch eine Sammlung von Informationsmaterial die Möglichkeiten eines Römers wohl überstieg sowie aus inhaltlichen Überlegungen, wurde schon von Alfred von Gutschmid vermutet, Trogus habe die Angaben der führenden griechischen Historiker nicht selbst gesammelt. Vielmehr seien sie bereits in einem anderen, in griechischer Sprache verfassten Buch zusammengeführt gewesen. Trogus habe dieses dann als Vorlage genutzt. Als Quelle nahm von Gutschmid die Universalgeschichte des Timagenes von Alexandria an, aus deren überlieferten Fragmenten sich eine thematische Nähe der beiden Werke ableiten lässt. Diese Theorie wurde in der neueren Forschung oft versucht zu widerlegen. Doch haben in jüngerer Zeit John Yardley und Waldemar Heckel eine modifizierte Form der These formuliert: Demnach könnte Timagenes zwar nicht die einzige, aber eine wichtige Quelle gewesen sein.
Von Trogus’ Werk sind neben den Auszügen des Iustinus nur die prologi und Fragmente bei Hieronymus, Augustinus, in der Historia Augusta und anderen Schriftstellern erhalten geblieben. Aber selbst in diesem verstümmelten Zustand ist er oft eine wichtige Autorität für die Geschichte des Ostens.